# Інтелект тварин
Під інтелектом у тварин мають на увазі сукупність психічних функцій, до яких належать мислення, здатність до навчання і спілкування, які не можуть бути пояснені інстинктами або умовними рефлексами. Вивчається в рамках когнітивної етології, порівняльної психології і зоопсихології.
Життя високорозвинених тварин зазнає впливу емоцій і мотивів. Ймовірно, деякі з них мають здатність будувати логічні припущення і планувати, знаходити розв'язки в нових ситуаціях, спілкуватися з представниками інших видів (зокрема з людиною).

## Історія розвитку уявлень про інтелект тварин

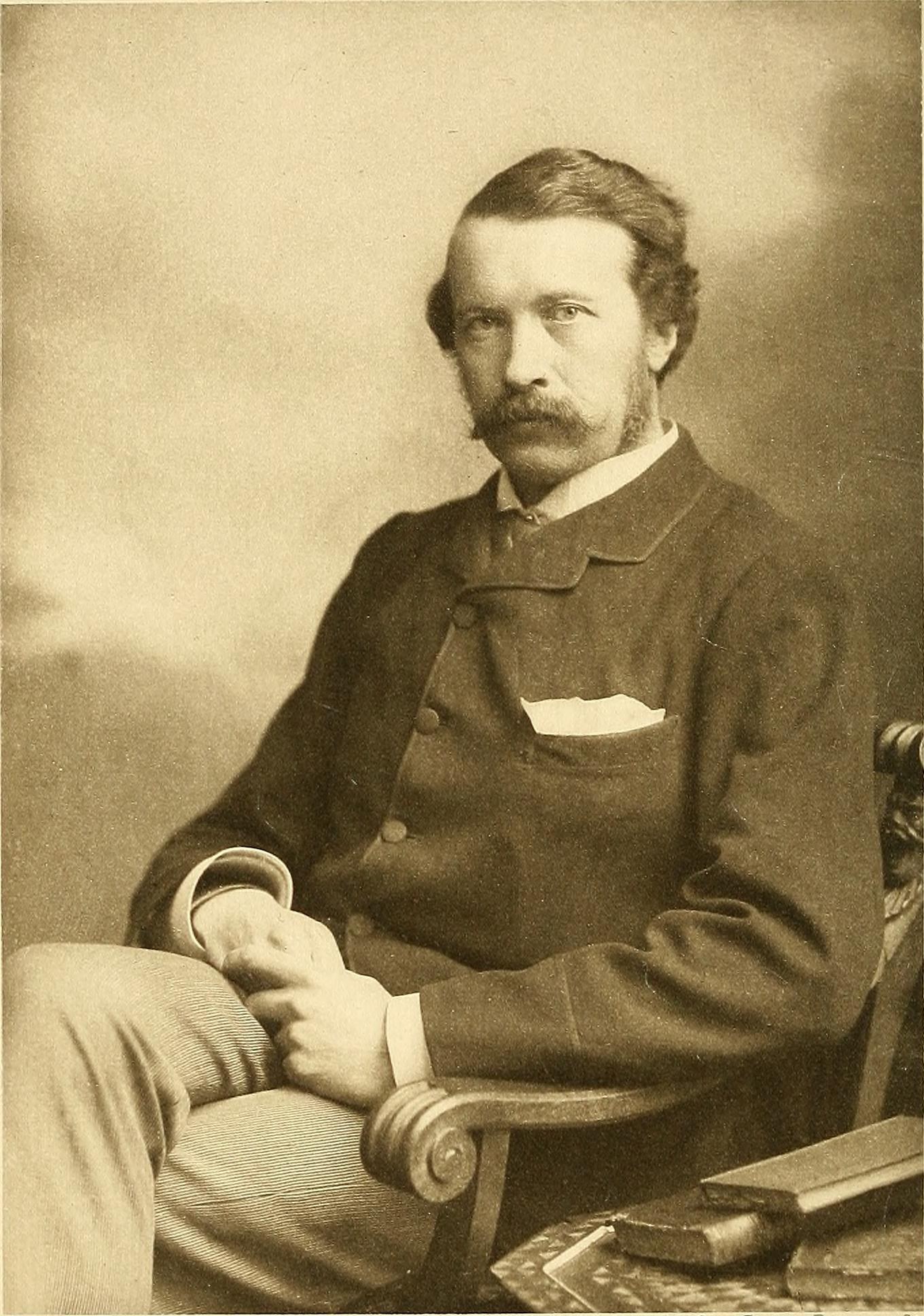
Джордж-Джон Роменс — один з перших дослідників інтелекту тварин

Здатність тварин до мислення була предметом суперечок ще з античних часів. Арістотель ще в IV столітті до нашої ери виявив у тварин здатність до навчання і навіть допускав наявність у тварин розуму. Початок науковому дослідженню інтелектуальних здібностей тварин, як і їх психіки взагалі, поклав Чарльз Дарвін у своїй книзі «Походження видів і природний добір». Його учень Джордж-Джон Роменс продовжив вивчення, результатом чого стала книга «Розум тварин». Підхід Роменса відрізняється антропоморфізмом і недостатньою увагою до строгості методології. Книга «Розум тварин» заснована на окремих випадках, які видалися гідними уваги автору, його читачам або друзям, а не на систематичному цілеспрямованому спостереженні. Попри сумнівну науковість, цей підхід отримав поширення. Серед його прихильників можна відзначити Максиміліана Перті (нім. Maximilian Perty) і Вільяма Лодера Ліндсі (англ. William Lauder Lindsay).
Автор неодноразово спостерігав прояв неабиякої кмітливості у зубра в зоологічному парку в Кінгстон Хіллс. Оскільки згадана тварина вирізнялася кепським характером, в його ніс було всунуто кільце, до якого кріпився ланцюг близько двох футів завдовжки. На вільному кінці ланцюга було кільце дюймів чотири діаметром. Коли тварина паслася, ланцюг вільно волочився по землі, в небезпечно близько від копит. Варто було тварині наступити на це кільце, вона зазнала б вельми сильного болю. Вона знайшла досить дотепний спосіб позбутися цієї незручності, надівши ланцюг на ріг. Я багато разів бачив, як розумна тварина проробляла цей трюк, спочатку обережно просовуючи ріг в отвір, потім трясучи головою, поки кільце надійно не стане на місце! Оригінальний текст (англ.)
This author also says that he has 'frequently observed the buffalo at the Zoological Farm on Kingston Hill' display the following proof of intelligence. Being of a ferocious disposition, a strong iron ring was fixed through the septum of his nose, to which a chain about two feet long was attached. At the free end of the chain there was another ring about four inches in diameter. 'In grazing the buffalo must have put his feet on this ring, and in raising his head the jerk would have produced considerable pain. In order to avoid this the animal has the sense to put his horn through the lower ring, and thus avoid the inconvenience he is put to. I have seen him do this in a very deliberate manner, putting his head on one side while he got his horn through the ring, and then shaking his head till the ring rested at the bottom of the horn.'!
— Дж.-Дж. Роменс. Розум тварин.
Результати, отримані на підставі такого «анекдотичного підходу», не витримали перевірки і були спростовані експериментами. На початку XX століття в науках про поведінку тварин набув широкого визнання прямо протилежний підхід. Це було пов'язано з виникненням наукової школи біхевіоризму. Біхевіористи надавали великого значення науковій строгості й точності використовуваних методів. Але разом з тим, вони в принципі виключали можливість вивчення психіки тварин. Одним із засновників біхевіоризму є Конві Ллойд Морган, британський психолог. Йому, зокрема, належить знамените правило, відоме як ««Канон Ллойда-Моргана»».
… ту чи іншу дію в жодному разі не можна інтерпретувати як результат прояву будь-якої вищої психічної функції, якщо його можна пояснити на основі наявності у тварини здатності, що займає нижчий ступінь на психологічній шкалі.

Близькою за духом до біхевіоризму була концепція нервової діяльності радянського фізіолога І. П. Павлова. У лабораторії Павлова навіть існувала заборона на антропоморфізми. Не всі біхевіористи поділяли ідеї радикального, «редукціоністського» біхевіоризму, що зводив все різноманіття поведінки до схеми «стимул-реакція». До таких учених належить Едвард Толмен, американський психолог.
У міру накопичення емпіричного матеріалу, щодо поведінки тварин, натуралістами і зоопсихологами, виявилося, що не всі поведінкові акти можуть бути пояснені інстинктами або навченням.

## Інтелектуальні здібності тварин
До інтелектуальних здібностей тварин, відмінних від людини, відносять здатність до розв'язання нетривіальних поведінкових завдань (мислення). Інтелектуальна поведінка тісно пов'язана з іншими компонентами поведінки, такими як сприйняття, маніпулювання, навчення і інстинкти. Складність поведінкового акту не є достатньою підставою для визнання наявності інтелекту тварини. Складна гніздобудівельна поведінка деяких птахів обумовлюється вродженими програмами (інстинктами). Основною відмінністю інтелектуальної діяльності є пластичність, що дозволяє значно підвищити шанси на виживання в умовах швидкозмінного середовища.
Про розвиток інтелекту можуть свідчити як поведінка, так і будова головного мозку. Великої популярності набули тести на інтелект для приматів, аналогічні тим, що використовуються в широко розповсюджених тестах на інтелект для людини. Як приклад застосування другого підходу можна навести коефіцієнт енцефалізації й число Данбара, що зв'язує розвиток нової кори і розміри стада у приматів.

Значення коефіцієнта енцефалізації для деяких тварин

Інтелект є вершиною розвитку психіки тварин. Нині є свідчення наявності зачатків інтелектуальної діяльності у широкого числа хребетних тварин. Проте інтелект у тваринному світі є досить рідкісним явищем. Окремі дослідники визначають розум як властивість складних саморегульованих систем.
Здатність мурах вирішувати складні завдання пов'язана з емерджентними властивостями мурашника як «надорганізму», окремі ж мурахи для опису дороги до їжі можуть передати 6 біт за 200 секунд.

## Передумови

### Пам'ять і навчання

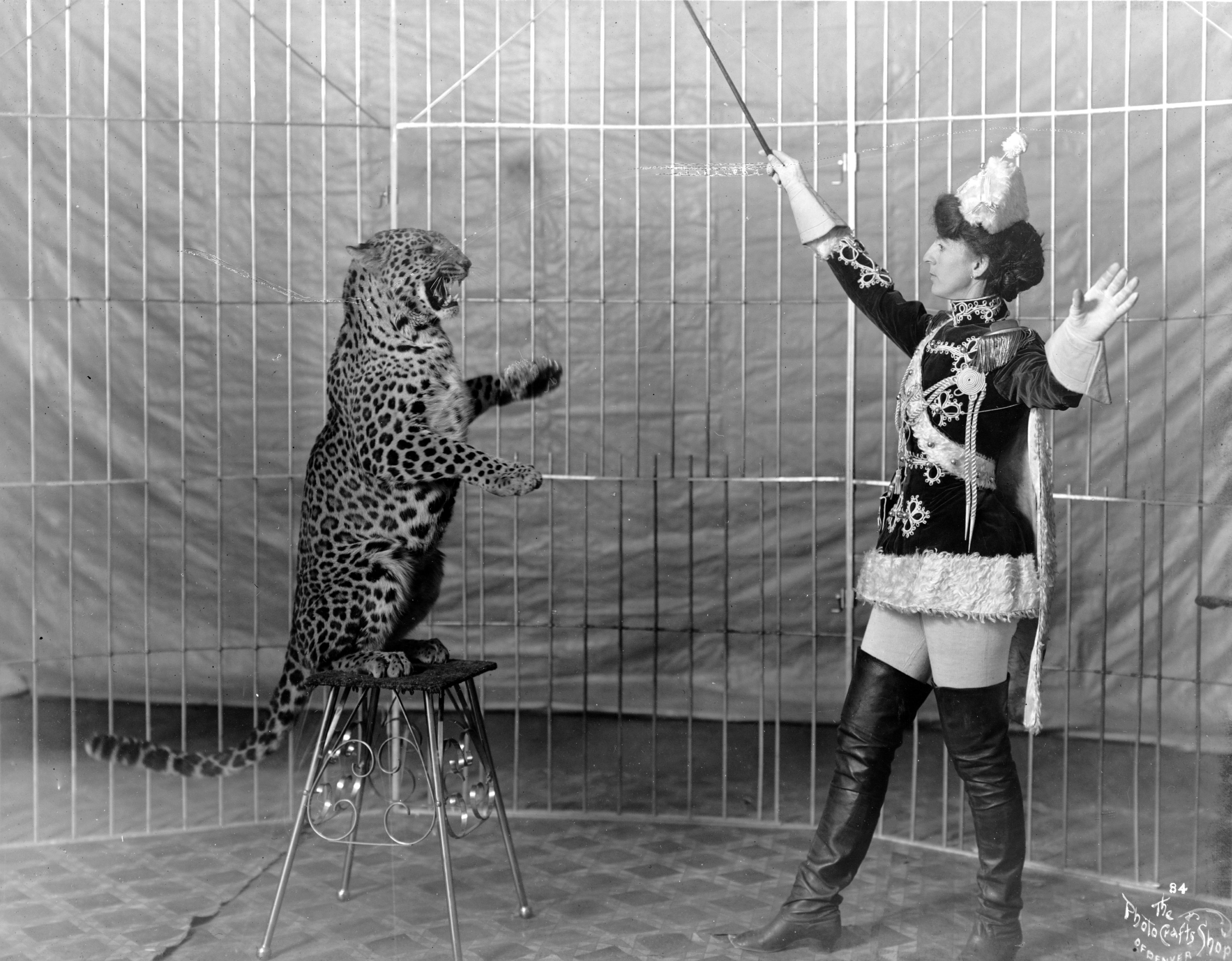
Дресирування є строго контрольованим різновидом навчання

Навчання поєднує все розмаїття форм модифікації поведінки під дією факторів зовнішнього середовища — утворення умовних рефлексів, фіксація, звикання, тренування (навіть вроджені форми поведінки потребують певної доробки) і латентне навчання. Здатність до навчання властива майже всім тваринам, за винятком найпримітивніших.
Навчання забезпечує гнучкість поведінки і є однією з передумов формування інтелекту.

### Маніпулювання
Маніпулювання — прояви рухової активності, що охоплюють всі форми активного переміщення тваринами компонентів середовища в просторі (на противагу локомоції — переміщенню самих тварин у просторі). У вищих тварин маніпулювання здійснюється переважно за допомогою ротового апарату і передніх кінцівок (обстеження предметів, харчування, захист, конструктивні дії тощо). Маніпулювання та маніпуляційне розв'язування задач дають тварині найбільш глибокі, різноманітні і суттєві для психічного розвитку відомості про предметні компоненти середовища і процеси, що в ньому відбуваються. В ході еволюції прогресивний розвиток маніпулювання відігравав вирішальну роль у розвитку пізнавальних здібностей тварин і ліг в основу формування їхнього інтелекту. У викопних приматів — предків людини — маніпулювання, особливо «біологічно нейтральними» предметами, стало основою зародження трудової діяльності.

## Вищі психічні функції

### Мова
Ключовими ознаками мови як комунікативної системи є розвиток у процесі соціалізації, довільний характер знаків, наявність граматики і відкритість. Комунікативні системи тварин відповідають окремим ознаками мови. Як приклад можна привести широко відомий бджолиний танець. Форма його елементів (виляння, переміщення по колу) відокремлені від змісту (напрямок, відстань, характеристики джерела корму).
Хоча і є свідчення про те, що деякі здібні до говоріння птахи здатні використовувати свої спадкові здібності для потреб міжвидової комунікації, дії здібних до говоріння птахів (майни, папуги ара) не відповідають цьому визначенню.

Одним з підходів до вивчення мови тварин є експериментальне навчання мові-посереднику. Великої популярності набули подібні експерименти за участі людиноподібних мавп. Оскільки, через анатомо-фізіологічні особливості, мавпи не здатні відтворювати звуки людського мовлення, перші спроби навчання їхній людської мови зазнали невдачі.
| Аллен і Беатрис Гарднери             | Уошо (шимпанзе)                  | Мова глухонімих (амслен)                                                                      |
| Девід Примак і Енн Джеймс Примак     | Сара (шимпанзе), Елізабет, Піоні | Спеціально розроблена (використовувалися фігурні жетони для позначення слів англійської мови) |
| Д'ьюейн Румбо (англ. Duane Rumbaugh) | Лана (шимпанзе)                  | Спеціально розроблена штучна мова на основі лексиграм.                                        |
| Франсіна Паттерсон                   | Коко (горила)                    | Жестова мова (близько тисячі знаків)                                                          |

Перший експеримент із використанням жестової мови-посередника був проведений подружжям Гарднерів. Вони виходили з припущення Роберта Єркса про нездатність шимпанзе до артикуляції звуків людської мови. Шимпанзе Уошо виявила здатність до комбінування знаків на кшталт «ти» + «лоскотати» +«я», «дати»+«солодкий». Мавпи із зоопарку при університеті Невади в Ріно використовували амслен для спілкування один з одним. Мова ховрахів досить складна і складається з різноманітних свистів, щебетів і клацань різної частоти і гучності. Також у тварин можлива міжвидова комунікація.
Широко розповсюджене спільне зграйне полювання у ссавців і деяких птахів, існують також випадки міжвидового скоординованого полювання.

### Знаряддєва діяльність
Довгий час вважалося, що здатність створювати й використовувати знаряддя праці властива тільки людині. Зараз є велика кількість свідчень активного і цілеспрямованого використання тваринами знарядь праці.

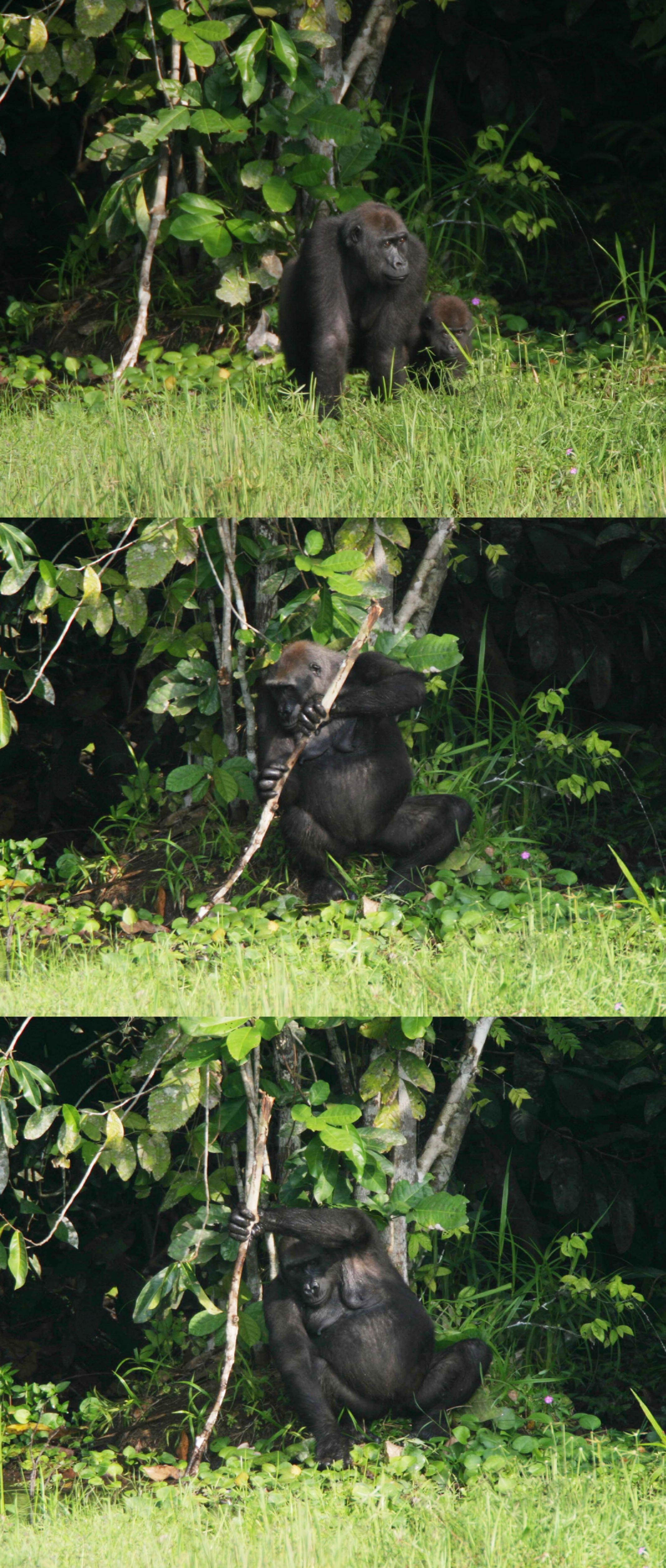
Мавпа використовує палицю як опору під час збирання водних рослин

За допомогою палиць мавпи (шимпанзе) витягують важкодоступну їжу (термітів з термітника, їстівні корені з землі), полюють і навіть вимірюють глибину. За допомогою каменів мавпи розколюють горіхи (молодим мавпам доводиться довго цьому вчитися) і можуть навіть використовувати декілька взаємодоповнювальних інструментів.
Грифи розбивають яйця страусів, скидаючи на них каміння. Високі інтелектуальні здібності демонструють граки, здатні робити і використовувати відносно складні інструменти.

### Мислення
Особливий інтерес до проблем мислення тварин спостерігався на зорі становлення порівняльної психології. Основна література з цієї теми належить класикам, найбільш відомим з яких є Вольфганг Келер. У той час експерименти проводилися переважно на приматах. Келер, наприклад, використовував шимпанзе. Зараз вже достовірно встановлено, що мислення властиве не лише приматам. Останнім часом були отримані дані про здатність новокаледонських ворон до встановлення причинно-наслідкових зв'язків. Самка африканського сірого папуги показала здатність до виведення шляхом виключення.

#### Класифікація та узагальнення
Узагальнення — продукт розумової діяльності, в якому представлені відображення загальних ознак і якостей явищ дійсності. Види узагальнення відповідають видам мислення. Узагальнення виступає також як засіб розумової діяльності. Найпростіші узагальнення полягають в об'єднанні, групуванні об'єктів на основі окремої, випадкової ознаки (синкретичні об'єднання). Складнішим є комплексне узагальнення, за якого група об'єктів об'єднується в єдине ціле на різних підставах.

#### Математичні здібності
Згідно з сучасними уявленнями, основи математичних здібностей у людини і тварин мають спільну основу. Хоча тварини і нездатні оперувати абстрактними математичними поняттями, вони можуть впевнено оцінювати і порівнювати кількість різних об'єктів. Подібні здібності відзначені у приматів і деяких птахів, зокрема, воронів. Мало того, примати здатні виконувати арифметичні операції
Справедливість канону Моргана, як і важливість ретельної оцінки методів, добре ілюструє історія Розумного Ганса — коня, який демонстрував виняткові математичні здібності. Розумний Ганс був здатний виконувати математичні обчислення і вистукувати копитом відповідь. Тринадцять років Ганс публічно демонстрував свої здібності (зокрема й за відсутності господаря, що виключало можливість дресирування), поки в 1904 році Оскар Пфюнгст не встановив, що кінь реагував на непомітні рухи екзаменаторів.

### Самосвідомість
Під самосвідомістю мають на увазі наявність уявлення про себе як індивіда, свої дії і стан. Вищі примати, такі, як шимпанзе й орангутани, здатні впізнавати себе у дзеркалі, тоді як більшість тварин реагують на своє зображення в дзеркалі як на іншу особину. При цьому слід брати до уваги, що відсутність «самовпізнавання» в цьому випадку не може бути підставою для висновку про відсутність самосвідомості. Швидше, це може говорити про відсутність у більшості тварин когнітивних здібностей, необхідних для інтерпретації факту існування пристрою, що відтворює зображення об'єктів, що знаходяться перед ним. Крістоф Кох, приміром, вважає, що собаки не можуть пройти дзеркальний тест з тієї причини, що вони більшою мірою орієнтуються на запахи, ніж на зір. Він відзначає той факт, що собаки часто обнюхують інших собак, але рідко обнюхують самих себе. На його думку, це може бути непрямим свідченням існування примітивної форми самосвідомості у собак.
Ознаки свідомості були підтверджені в багатьох тварин зокрема у ссавців, птахів, молюсків, та комах.

## Поширені помилки
Інтелект тварини тісно пов'язаний з іншими формами поведінки та особливостями біології. Поширеною помилкою під час розгляду поведінки тварин є антропоморфізм — наділення тварин людськими рисами. Антропоморфізм був характерний раннім дослідникам.

## Відкриті питання

### Проблематика
Додатковою перешкодою в процесі вивчення й обговорення отриманих результатів досліджень служать як очевидні, так і не вивчені, не виявлені відмінності у сприйнятті світу (між людиною-експериментатором і твариною — об'єктом експерименту), часто анатомічно і фізіологічно обумовлені еволюційною адаптацією до різних умов середовища.
Яскравим прикладом можуть служити дельфіни — в їх світосприйнятті первинна (складна модуляція звуків) і вторинна (ехолокація) звукова інформація, очевидно, є основним каналом її отримання, а з урахуванням відомих даних (про величину їхнього мозку, складність його будови, коефіцієнт енцефалізації, складність звукової комунікації, а також існування у водному середовищі) — люди просто не мають відповідних інструментів, понять, достовірних алгоритмів обробки таких даних для розуміння того, як вони «бачать» навколишній світ і, тим більше, щоб об'єктивно судити про їхній інтелект.

### Мистецтво
У пресі широко рекламуються слони й інші тварини, які пишуть картини в стилі абстрактного експресіонізму. Композиції з великих бульбашок повітря, стабілізованих швидким обертанням води на кілька хвилин, які створюють дельфіни, розглядаються як мистецтво.

### Книги
- Рєзнікова Ж. В. «Інтелект тварин: від індивіда до соціуму»
- В. В. Доценко (2019). Зоопсихологія: навчальний посібник. — МВС України, Харків. Національний університет внутрішніх справ — 240 с.
- Н. В. Коляденко(2019). Зоопсихологія та порівняльна психологія: підручник — Київ: ДП «Вид. дім „Персонал“» — 508 с.
- О. Ф. Яцина (2010). Зоопсихологія: навчально-методичний посібник. — Ужгород: Видавництво УжНУ «Говерла», 2010. — 144 с.
- О. В. Севериновська, О. Є. Пахомов, В. К. Рибальченко. (2010). Етологія (основи поведінки тварин): підручник для вищих навчальних закладів — Дніпро: Вид-во Дніпропетр. нац. ун-ту. — 292 с
- Roth, Gerhard. The Long Evolution of Brains and Minds. — Dordrecht (The Netherlands) and New York : Springer, 2013. — xvii + 320 p. — ISBN 978-94-007-6258-9.
- Д. Мак-Фарленд. Поведінка тварин. Психобиология, етологія і еволюція/перекл. з англ. — М.: «Світ», 1988
- З. А. Зорина, А. А. Смирнова. О чем рассказали «говорящие» обезьяны: способны ли высшие животные оперировать символами? / науч. ред. И. И. Полетаева — М. : Языки Славянских Культур, 2006. — 424 с. — ISBN 5-9551-0129-2.
- Сергеев Б.Ф. Ступени эволюции интеллекта. — М. : Наука, 1986. — 192 с.
- Шовен Р. От пчелы до гориллы. — М. : Мир, 1965. — 295 с.

### Журнали
- Journal of experimental psychology. Animal learning and cognition